# Horst Wambutt
Horst Wambutt (* 6. Februar 1932 in Kriescht; † 26. Mai 2025) war ein deutscher Politiker und Funktionär der SED in der DDR.

## Leben
Der Sohn eines Schlossers absolvierte nach dem Besuch der Volksschule zwischen 1946 und 1950 eine Berufsausbildung als Schmied. 1950 wurde er Mitglied der FDJ und war anschließend bis 1951 Instrukteur und Leiter einer Abteilung der FDJ-Kreisleitung Bad Freienwalde. Danach war er Lehrer an der Landesjugendschule der FDJ in Bärenklau, ehe er von 1952 bis 1954 Leiter einer Abteilung der FDJ-Bezirksleitung Cottbus war und 1953 Mitglied der SED wurde.
Zwischen 1956 und 1961 war er Aspirant am Institut für Geschichtswissenschaften (IfG) der Humboldt-Universität zu Berlin und daneben als Diplom-Wirtschaftswissenschaftler Leiter eines Lehrstuhls an der Zentralen Jugendhochschule der FDJ „Wilhelm Pieck“ am Bogensee. Nach seiner Promotion zum Dr. rer. oec. 1964 mit einer Dissertation zum Thema Die Organisation und Leitung der Vorbereitung, Produktion und Lieferung kompletter Anlagen durch den Maschinenbau – VVB Chemieanlagen wurde er Mitarbeiter, und dann 1965 Sektorenleiter der Abteilung Maschinenbau und Metallurgie des ZK der SED.
1969 wurde Wambutt, der 1969 auch erstmals mit dem Vaterländischen Verdienstorden (VVO) ausgezeichnet wurde, als Nachfolger von Hilmar Tröger Leiter der Abteilung Grundstoffindustrie des ZK der SED. Er behielt diese Funktion bis zum Ende der SED 1989, wobei er dem ZK-Sekretär der SED für Wirtschaftsfragen, Günter Mittag, insbesondere für den Uranabbau in der SDAG Wismut berichtspflichtig war.
1981 wurde er als Vertreter der SED auch Abgeordneter der Volkskammer und gehörte dieser während der achten und neunten Wahlperiode bis März 1990 an. 1982 wurde er mit dem VVO in Gold geehrt. Darüber hinaus war er zeitweise auch als Lektor für die Akademie für Gesellschaftswissenschaften (AfG) beim ZK der SED tätig.
Nach dem Ende der DDR ließ er sich als Rentner in Heidesee (Brandenburg) nieder.